# Canton Lucerna

Logo

Il Canton Lucerna (tedesco Luzern, francese Lucerne) è un cantone della Svizzera, e uno dei quattro Waldstätte (cantoni forestali), assieme a: Uri, Untervaldo e Svitto. È situato al centro della nazione. La capitale cantonale è Lucerna.

## Geografia fisica
Il Canton Lucerna si trova nella Svizzera centrale. È attraversato dal fiume Reuss e dal Kleine Emme. Parte del territorio si affaccia sul Lago dei Quattro Cantoni. Il territorio del cantone giace sulle colline pedemontane settentrionali delle Alpi svizzere. Il territorio del cantone confina con il Canton Argovia a nord, con il Canton Zugo e il Canton Svitto a est, con il Canton Nidvaldo e il Canton Obvaldo a sud e con il Canton Berna a ovest. La vetta più alta del Canton Lucerna è il Brienzer Rothorn con 2350 m. La superficie del cantone è di 1493 km².
Una particolarità del territorio del Cantone di Lucerna è la divisione su tre sponde del Lago dei Quattro Cantoni, apparentemente non contigue.

## Storia
Il Canton Lucerna era composto da territori acquisiti dalla sua capitale, Lucerna, e fu il quarto cantone ad entrare nella Vecchia Confederazione, nel 1332. Dopo la Riforma il cantone rimase sempre cattolico; per questo motivo qui venivano reclutate le guardie svizzere destinate a servire la Repubblica di Lucca. Ancor oggi le guardie svizzere del Vaticano vengono reclutate in questo cantone. Il cantone fu poi parte della Repubblica Elvetica dal 1798 al 1803. Dopo questo periodo il cantone riacquistò la sua indipendenza all'interno della Confederazione Svizzera. Il cantone in un primo tempo perseguì una politica di separazione, ma venne sconfitto dalle truppe della Confederazione nel corso della guerra del Sonderbund, in cui era appunto schierato dalla parte dei cantoni cattolici separatisti. Il Canton Lucerna si riunì alla Confederazione nel 1848 come membro a pieno titolo.

## Economia
Circa nove decimi della superficie totale sono composti da terre produttive. L'agricoltura è la più importante delle fonti di entrate, ma anche l'industria è sviluppata. I principali prodotti agricoli sono cereali, frutta e allevamento del bestiame. L'industria si concentra su tessile, meccanica, carta, legno, tabacco e metallurgia.
Il turismo è di grande importanza. Il Canton Lucerna è un punto di passaggio per le località di villeggiatura delle vicine Alpi, e gran parte del traffico di passaggio tra Germania e Italia attraversa il cantone.

## Società

### Evoluzione demografica
La popolazione è principalmente di lingua tedesca e la vasta maggioranza è di religione cattolica romana.
| %     | Ripartizione linguistica (gruppi principali) |
| ----- | -------------------------------------------- |
| 88,9% | madrelingua tedesca                          |
| 1,9%  | madrelingua italiana                         |
| 2,1%  | madrelingua serbo-croata                     |

## Distretti
Il Canton Lucerna è diviso in sei Wahlkreise, unità elettorali e statistiche che dal 2013 hanno sostituito i precedenti cinque Ämter (i quali già nel 2007 avevano perso ogni valore amministrativo), ricalcandone tendenzialmente i confini, con qualche eccezione, la più rilevante delle quali è stata l'inserimento di Lucerna in un distretto a sé stante. A differenza degli Ämter, solo due Wahlkreise hanno ancora un proprio capoluogo:
- Wahlkreis Luzern-Land (in precedenza Amt Luzern, con capoluogo Lucerna)
- Wahlkreis Luzern-Stadt (in precedenza Amt Luzern)
- Wahlkreis Hochdorf (in precedenza Amt Hochdorf, con capoluogo Hochdorf)
- Wahlkreis Sursee, con capoluogo Sursee (in precedenza Amt Sursee)
- Wahlkreis Willisau, con capoluogo Willisau (in precedenza Amt Willisau)
- Wahlkreis Entlebuch (in precedenza Amt Entlebuch, con capoluogo Schüpfheim)